# Nathaniel Mayer
Nathaniel Mayer (* 10. Februar 1944 in Detroit; † 1. November 2008 ebenda) war ein US-amerikanischer Rhythm-and-Blues-Sänger, der hauptsächlich in den 1960er Jahren Schallplatten veröffentlichte.

## Musikalische Laufbahn
Der Sänger mit den afrikanischen Wurzeln wuchs in seiner Geburtsstadt Detroit auf und besang schon mit 17 Jahren seine erste Single-Schallplatte. Diese wurde 1961 von der Detroiter Schallplattenfirma Fortune veröffentlicht. Neben dem Namen des Sängers gab das Label auch den Namen der Begleitband The Fabulous Twilights an. Dies wurde so auch bei den folgenden Plattenveröffentlichungen beibehalten. Anfang 1962 erschien Mayers zweite Single, dessen A-Seite den Titel Village of Love trug. Dieser Song entwickelte sich zu Mayers größtem Plattenerfolg, denn er wurde zwölf Wochen lang von der Musikfachzeitschrift Billbord in deren Hitliste Hot 100 notiert und erreichte als Bestwert Platz 22. Die Single war zunächst unter der Katalognummer Fortune 545 veröffentlicht worden. Als sich das erfolgreiche Abschneiden von Village of Love abzeichnete, übernahm die Muttergesellschaft United Artists den Vertrieb unter ihrer eigenen Katalognummer 449. Die Platte wurde auch in Großbritannien und Australien vertrieben.
Bis 1964 erschienen von Nathaniel Mayer insgesamt neun Singles, nach Village of Love konnte sich aber kein Titel mehr in den Hitlisten platzieren. Bei seinen letzten beiden Singles hatte sich Mayer von den Fabulous Twilights getrennt und die Aufnahmen mit den Gruppen The Dynamics bzw. The Fortune Braves produziert. Da sich anschließend keine Schallplattenfirma mehr für Mayer interessierte, stellte er eine eigene Revue mit Detroiter Soulsängern zusammen, mit der er im Umkreis von Detroit auftrat. Nachdem er 1975 die Revue einstellen musste, verschwand Mayer für mehrere Jahre von der Bildfläche. Ein Comeback mit der eigenen Plattenfirma Love Dog und einer selbst produzierten Single 1985 scheiterte. Erst im Rahmen der Millenniumfeiern erinnerte man sich wieder an den Sänger der frühen 1960er Jahre, und Mayer trat bei zahlreichen Veranstaltungen sowohl in den USA als auch in Kanada auf. 2002 und 2005 brachte die New Yorker Plattenfirma Norton zwei neue Singles mit ihm heraus, und 2007 ging Mayer auf eine Europatournee. Ein Jahr später erlitt er mehrere Schlaganfälle, an deren Folgen er nach monatelangem Krankenhausaufenthalt am 1. November 2008 starb.

## US-Diskografie

### Vinyl-Singles
| A/B-Seite                                                                        | Katalog-Nr. | veröffentl. |
| -------------------------------------------------------------------------------- | ----------- | ----------- |
|                                                                                  | Fortune     |             |
| My Last Dance with You / My Little Darling                                       | 542         | 01961       |
| Village of Love / I Want a Woman                                                 | 545         | 02/1962     |
| Hurting Love / Leave Me Alone                                                    | 547         | 07/1962     |
| Mr. Santa Claus / Well I've Got Good News                                        | 550         | 12/1962     |
| Work It Out / Well I've Got Good News                                            | 550         | 03/1963     |
| I Had a Dream / I'm Not Gonna Cry                                                | 554         | 01963       |
| Going Back to the Village of Love / My Last Dance with You                       | 557         | 01963       |
| A Place I Know / Don't Come Back                                                 | 562         | 01964       |
| I Want Love and Affection / From Now On                                          | 567         | 01964       |
|                                                                                  | Love Dog    |             |
| Raise the Curtain High / Super Boogie                                            | 101         | 01980       |
|                                                                                  | Norton      |             |
| I Don't Want No Bald Headed Woman / I Don't Want No Bald Headed Woman (instrum.) | 107         | 02002       |
| Ride in My 225 / Mister Santa Claus                                              | 126         | 02005       |

### Vinyl-Album
| Going Back To The Village of Love Fortune 8014, 1963 |
| Tracks: A: 1 Going Back to the Village of Love, 2 Mister Santa Claus, 3 Well I've Got News, 4 King of Paradise, 5 Work It Out / B: 1 I Had a Dream, 2 My Lonely Island, 3 Summertime, 4 Where Will You Be, 5 Lover Please |